# Наумовское (Сокольский район)
Наумовское — деревня в Сокольском районе Вологодской области.
Входит в состав Двиницкого сельского поселения, с точки зрения административно-территориального деления — в Двиницкий сельсовет.
Расстояние по автодороге до районного центра Сокола — 42 км, до центра муниципального образования Чекшина — 4 км. Ближайшие населённые пункты — Желмино, Берьково, Тохмарево.
По переписи 2002 года население — 6 человек.